# Frida, Naturaleza Viva
Frida, Naturaleza Viva è un film del 1986 diretto da Paul Leduc.
La pellicola è basata sulla vita di Frida Kahlo. Il titolo fa riferimento a uno dei capolavori della pittrice, Naturaleza Viva.

## Riconoscimenti
- Premio Ariel 1985
  - Miglior film
  - Miglior Attrice a Ofelia Medina
  - Miglior Fotografia a Ángel Goded
  - Miglior Regia a Paul Leduc
  - Miglior Montaggio a Rafael Castanedo
  - Miglior Sceneggiatura a Paul Leduc, José Joaquín Blanco
  - Miglior Scenografia a Alejandro Luna
  - Miglior Attrice non Protagonista a Margarita Sanz
  - Candidatura per la Miglior Storia Originale a Paul Leduc e José Joaquín Blanco
  - Candidatura al Miglior Attore non Protagonista a Max Kerlow
- Festival Internacional del Nuevo Cine Latinoamericano de La Habana 1985
  - Miglior Attrice Ofelia Medina
  - Grand Coral: Primo Premio a Paul Leduc
- Festival del Cinema di Bogotà 1986
  - Golden Precolumbian Circle: Miglior Film
  - Golden Precolumbian Circle: Miglior Attrice a Ofelia Medina
  - Golden Precolumbian Circle: Miglior Fotografia a Ángel Goded
- Istanbul International Film Festival 1987
  - Premio Speciale della Giuria a Paul Leduc
- Premio American Cinema Editors 1989
  - Miglior Film
  - Miglior Attrice a Ofelia Medina
  - Miglior Regia a Paul Leduc